# Milan Švenger
Milan Švenger (Jablonec nad Nisou, 6 luglio 1986) è un calciatore ceco, portiere del Viktoria Žižkov.

## Biografia
Milan Švenger ha iniziato la sua carriera calcistica all'età di sei anni dove ha vestito la maglia della principale squadra della sua città natale: lo Jablonec. Nel 2004 è passato allo Sparta Praga che lo ha impiegato nella primavera. Nella capitale ha iniziato a farsi notare come uno dei migliori giovani portieri della Repubblica Ceca ed ha ottenuto la convocazione in Nazionale Under 19.
Nella stagione 2006-2007 ha giocato nella FC Zenit Čáslav.